# Malmö slottsförsamling
Malmö slottsförsamling även kallad Malmö slotts- eller straffängelse ,var en församling i nuvarande i Lunds stift och i nuvarande Malmö kommun. Församlingen upplöstes 1879.

## Administrativ historik
Församlingen bildades senast 1749 och upplöstes 1879.